# Liste der Staatsoberhäupter 2023
Übersicht
◄◄ | ◄ | 2019 | 2020 | 2021 | 2022 | Liste der Staatsoberhäupter 2023 | 2024 | 2025

Weitere Ereignisse

## Afrika
- Ägypten
  - Staatsoberhaupt: Präsident Abd al-Fattah as-Sisi (seit 2014)
  - Regierungschef: Ministerpräsident Mustafa Madbuli (seit 2018)
- Algerien
  - Staatsoberhaupt: Präsident Abdelmadjid Tebboune (seit 2019)
  - Regierungschef:
    - Ministerpräsident Aymen Benabderrahmane (2021–11. November 2023)
    - Ministerpräsident Nadir Larbaoui (seit 11. November 2023)
- Angola
  - Staats- und Regierungschef: Präsident João Lourenço (seit 2017)
- Äquatorialguinea
  - Staatsoberhaupt: Präsident Teodoro Obiang Nguema Mbasogo (seit 1979) (bis 1982 Vorsitzender des Obersten Militärrats)
  - Regierungschef:
    - Premierminister Francisco Pascual Obama Asue (2016–1. Februar 2023)
    - Premierministerin Manuela Roka Botey (1. Februar 2023–2024)
- Äthiopien
  - Staatsoberhaupt: Präsidentin Sahle-Work Zewde (2018–2024)
  - Regierungschef: Ministerpräsident Abiy Ahmed Ali (seit 2018)
- Benin
  - Staats- und Regierungschef: Präsident Patrice Talon (seit 2016)
- Botswana
  - Staats- und Regierungschef: Präsident Mokgweetsi Masisi (2018–2024)
- Burkina Faso
  - Staatsoberhaupt: Präsident Ibrahim Traoré (seit 2022)
  - Regierungschef: Ministerpräsident Apollinaire de Tambèla (2022–2024)
- Burundi
  - Staatsoberhaupt: Präsident Évariste Ndayishimiye (seit 2020)
  - Regierungschef: Premierminister Gervais Ndirakobuca (2022–2025)
- Dschibuti
  - Staatsoberhaupt: Präsident Ismail Omar Guelleh (seit 1999)
  - Regierungschef: Ministerpräsident Abdoulkader Kamil Mohamed (seit 2013)
- Elfenbeinküste
  - Staatsoberhaupt: Präsident Alassane Ouattara (seit 2010) (1990–1993 Premierminister)
  - Regierungschef:
    - Premierminister Patrick Achi (10. März 2021–16. Oktober 2023)
    - Premierminister Robert Beugré Mambé (seit 16. Oktober 2023)
- Eritrea
  - Staats- und Regierungschef: Präsident Isayas Afewerki (seit 1993)
- Eswatini
  - Staatsoberhaupt: König Mswati III. (seit 1986)
  - Regierungschef:
    - Premierminister Cleopas Dlamini (2021–28. September 2023)
    - Premierminister Mgwagwa Gamedze (seit 28. September 2023–3. November 2023) (kommissarisch)
    - Premierminister Russell Mmemo Dlamini (seit 3. November 2023)
- Gabun
  - Staatsoberhaupt:
    - Präsident Ali-Ben Bongo Ondimba (2009–30. August 2023)
    - Übergangspräsident Brice Clotaire Oligui Nguema (seit 30. August 2023) (kommissarisch)

  - Regierungschef:
    - Premierministerin Rose Christiane Ossouka Raponda (2020–9. Januar 2023)
    - Premierminister Alain Claude Bilie By Nze (9. Januar 2023–30. August 2023)
    - Premierminister Raymond Ndong Sima (2012–2014, seit 7. September 2023) (kommissarisch)
- Gambia
  - Staats- und Regierungschef: Präsident Adama Barrow (seit 2017)
- Ghana
  - Staats- und Regierungschef: Präsident Nana Akufo-Addo (2017–2025)
- Guinea
  - Staatsoberhaupt: Vorsitzender des Nationalen Verteidigungsrates Mamady Doumbouya (seit 2021)
  - Regierungschef: Ministerpräsident Bernard Goumou (2022–2024)
- Guinea-Bissau
  - Staatsoberhaupt: Präsident Umaro Sissoco Embaló (seit 2020) (2016–2018 Premierminister)
  - Regierungschef:
    - Premierminister Nuno Gomes Nabiam (2020–8. August 2023)
    - Premierminister Geraldo Martins (8. August 2023–20. Dezember 2023)
    - Premierminister Rui Duarte de Barros (2012–2014, 20. Dezember 2023–2025)
- Kamerun
  - Staatsoberhaupt: Präsident Paul Biya (seit 1982)
  - Regierungschef: Ministerpräsident Joseph Dion Ngute (seit 2019)
- Kap Verde
  - Staatsoberhaupt: Präsident José Maria Neves (seit 2021) (2001–2016 Premierminister)
  - Regierungschef: Premierminister Ulisses Correia e Silva (seit 2016)
- Kenia
  - Staats- und Regierungschef: Präsident William Ruto (seit 2022)
- Komoren
  - Staats- und Regierungschef: Präsident Azali Assoumani (1999–2006, seit 2016)
- Demokratische Republik Kongo
  - Staatsoberhaupt: Präsident Félix Tshisekedi (seit 2019)
  - Regierungschef: Premierminister Jean-Michel Sama Lukonde (2021–2024)
- Republik Kongo
  - Staats- und Regierungschef: Präsident Denis Sassou-Nguesso (1979–1992, seit 1997)
  - Regierungschef: Ministerpräsident Anatole Collinet Makosso (seit 2021)
- Lesotho
  - Staatsoberhaupt: König Letsie III. (1990–1995, seit 1996)
  - Regierungschef: Ministerpräsident Sam Matekane (seit 2022)
- Liberia
  - Staats- und Regierungschef: Präsident George Weah (2018–2024)
- Libyen
  - Staatsoberhaupt: Präsidentenratsvorsitzender Mohamed al-Menfi (seit 2021)
  - Regierungschef:
    - Libyen-West: Ministerpräsident Abdul Hamid Dbeiba (seit 2021)
    - Libyen-Ost:
      - Ministerpräsident Fathi Baschagha (2022 – 16. Mai 2023)
      - Ministerpräsident Osama Hamada (seit 16. Mai 2023)
- Madagaskar
  - Staatsoberhaupt:
    - Präsident Andry Rajoelina (2009–2014, 2019–9. September 2023, seit 16. Dezember 2023)
    - Premierminister Christian Ntsay (9. September 2023–27. Oktober 2023) (kommissarisch)
    - Präsident Richard Ravalomana (27. Oktober 2023–16. Dezember 2023) (kommissarisch)
    - Präsident Andry Rajoelina (2009–2014, 2019–9. September 2023, seit 16. Dezember 2023)

  - Regierungschef: Premierminister Christian Ntsay (seit 2018) (2023 Staatsoberhaupt)
- Malawi
  - Staats- und Regierungschef: Präsident Lazarus Chakwera (seit 2020)
- Mali
  - Staatsoberhaupt: Präsident Assimi Goïta (seit 2021) (kommissarisch)
  - Regierungschef: Ministerpräsident Abdoulaye Maïga (seit 2022)
- Marokko
  - Staatsoberhaupt: König Mohammed VI. (seit 1999)
  - Regierungschef: Ministerpräsident Aziz Akhannouch (seit 2021)
- Mauretanien
  - Staatsoberhaupt: Präsident Mohamed Ould Ghazouani (seit 2019)
  - Regierungschef: Ministerpräsident Mohamed Ould Bilal (2020–2024)
- Mauritius
  - Staatsoberhaupt: Präsident Prithvirajsing Roopun (2019–2024)
  - Regierungschef: Premierminister Pravind Jugnauth (2017–2024)
- Mosambik
  - Staatsoberhaupt: Präsident Filipe Nyusi (2015–2025)
  - Regierungschef: Premierminister Adriano Maleiane (2022–2025)
- Namibia
  - Staatsoberhaupt: Präsident Hage Geingob (2015–2024) (1990–2002, 2012–2015 Premierminister)
  - Regierungschef: Premierministerin Saara Kuugongelwa-Amadhila (2015–2025)
- Niger
  - Staatsoberhaupt:
    - Präsident Mohamed Bazoum (2021–26. Juli 2023)
    - Vorsitzender des Nationalen Heimatschutzrates Abdourahamane Tiani (seit 26. Juli 2023)

  - Regierungschef:
    - Premierminister Ouhoumoudou Mahamadou (2021–26. Juli 2023)
    - Premierminister Ali Lamine Zeine (seit 8. August 2023)
- Nigeria
  - Staats- und Regierungschef:
    - Präsident Muhammadu Buhari (1983–1985, 2015–29. Mai 2023)
    - Präsident Bola Tinubu (seit 29. Mai 2023)
- Ruanda
  - Staatsoberhaupt: Präsident Paul Kagame (seit 2000)
  - Regierungschef: Ministerpräsident Édouard Ngirente (2017–2025)
- Sambia
  - Staats- und Regierungschef: Präsident Hakainde Hichilema (seit 2021)
- São Tomé und Príncipe
  - Staatsoberhaupt: Präsident Carlos Vila Nova (seit 2021)
  - Regierungschef: Premierminister Patrice Trovoada (2008, 2010–2012, 2014–2018, 2022–2025)
- Senegal
  - Staatsoberhaupt: Präsident Macky Sall (2012–2024) (2004–2007 Premierminister)
  - Regierungschef: Premierminister Amadou Ba (2022–2024)
- Seychellen
  - Staats- und Regierungschef: Präsident Wavel Ramkalawan (seit 2020)
- Sierra Leone
  - Staats- und Regierungschef: Präsident Julius Maada Bio (seit 2018)
- Simbabwe
  - Staats- und Regierungschef: Präsident Emmerson Mnangagwa (seit 2017)
- Somalia
  - Staatsoberhaupt: Präsident Hassan Sheikh Mohamud (2012–2017, seit 2022)
  - Regierungschef: Ministerpräsident Hamza Abdi Barre (seit 2022)
- Somaliland (international nicht anerkannt)
  - Staats- und Regierungschef: Präsident Muse Bihi Abdi (2017–2024)
- Südafrika
  - Staats- und Regierungschef: Präsident Cyril Ramaphosa (seit 2018)
- Sudan
  - Staatsoberhaupt: Vorsitzender des Souveränen Rates Abdel Fattah Burhan (seit 2019)
  - Regierungschef: Ministerpräsident Osman Hussein (2022–2025) (kommissarisch)
- Südsudan
  - Staats- und Regierungschef: Präsident Salva Kiir Mayardit (seit 2011)
- Tansania
  - Staatsoberhaupt: Präsidentin Samia Suluhu Hassan (seit 2021)
  - Regierungschef: Premierminister Kassim Majaliwa (seit 2015)
- Togo
  - Staatsoberhaupt: Präsident Faure Gnassingbé (2005, 2005–2025) (seit 2025 Premierminister)
  - Regierungschef: Premierministerin Victoire Tomegah Dogbé (2020–2025)
- Tschad
  - Staatsoberhaupt: Vorsitzender des Militärrates Mahamat Idriss Déby Itno (seit 2021)
  - Regierungschef: Premierminister Saleh Kebzabo (2022–2024)
- Tunesien
  - Staatsoberhaupt: Präsident Kais Saied (seit 2019)
  - Regierungschef:
    - Premierministerin Najla Bouden Romdhane (2021–1. August 2023)
    - Premierminister Ahmed Hachani (seit 1. August 2023)
- Uganda
  - Staatsoberhaupt: Präsident Yoweri Museveni (seit 1986)
  - Regierungschef: Ministerpräsident Robinah Nabbanja (seit 2021)
- Westsahara (umstritten)
  - Staatsoberhaupt: Präsident Brahim Ghali (seit 2016) (im Exil)
  - Regierungschef: Ministerpräsident Bouchraya Hammoudi Beyoun (1993–1995, 1999–2003, seit 2020)
- Zentralafrikanische Republik
  - Staatsoberhaupt: Präsident Faustin-Archange Touadéra (seit 2016)
  - Regierungschef: Ministerpräsident Félix Moloua (seit 2022)

## Amerika

### Nordamerika
- Kanada
  - Staatsoberhaupt: König Charles III. (seit 2022)
    - Generalgouverneurin: Mary Simon (seit 2021)

  - Regierungschef: Premierminister Justin Trudeau (2015–2025)
- Mexiko
  - Staats- und Regierungschef: Präsident Andrés Manuel López Obrador (2018–2024)
- Vereinigte Staaten von Amerika
  - Staats- und Regierungschef: Präsident Joe Biden (2021–2025)

### Mittelamerika
- Antigua und Barbuda
  - Staatsoberhaupt: König Charles III. (seit 2022)
    - Generalgouverneur: Rodney Williams (seit 2014)

  - Regierungschef: Premierminister Gaston Browne (seit 2014)
- Bahamas
  - Staatsoberhaupt: König Charles III. (seit 2022)
    - Generalgouverneur/-in:
      - Cornelius A. Smith (2019–1. September 2023)
      - Cynthia A. Pratt (seit 1. September 2023)

  - Regierungschef: Premierminister Philip Davis (seit 2021)
- Barbados
  - Staatsoberhaupt: Präsidentin Sandra Mason (seit 2021)
  - Regierungschef: Premierministerin Mia Amor Mottley (seit 2018)
- Belize
  - Staatsoberhaupt: König Charles III. (seit 2022)
    - Generalgouverneurin: Froyla Tzalam (seit 2021)

  - Regierungschef: Ministerpräsident Johnny Briceño (seit 2020)
- Costa Rica
  - Staats- und Regierungschef: Präsident Rodrigo Chaves Robles (seit 2022)
- Dominica
  - Staatsoberhaupt:
    - Präsident Charles Savarin (2013–2. Oktober 2023)
    - Präsidentin Sylvanie Burton (seit 2. Oktober 2023)

  - Regierungschef: Premierminister Roosevelt Skerrit (seit 2004)
- Dominikanische Republik
  - Staats- und Regierungschef: Präsident Luis Abinader (seit 2020)
- El Salvador
  - Staats- und Regierungschef:
    - Präsident Nayib Bukele (2019–1. Dezember 2023, seit 2024)
    - Präsidentin Claudia Rodríguez de Guevara (Dezember 2023–2024) (kommissarisch)
- Grenada
  - Staatsoberhaupt: König Charles III. (seit 2022)
    - Generalgouverneurin: Cécile La Grenade (seit 2013)

  - Regierungschef: Premierminister Dickon Mitchell (seit 2022)
- Guatemala
  - Staats- und Regierungschef: Präsident Alejandro Giammattei (2020–2024)
- Haiti
  - Staatsoberhaupt: Premierminister Ariel Henry (2021–2024) (kommissarisch)
  - Regierungschef: Premierminister Ariel Henry (2021–2024)
- Honduras
  - Staats- und Regierungschef: Präsidentin Xiomara Castro (seit 2022)
- Jamaika
  - Staatsoberhaupt: König Charles III. (seit 2022)
    - Generalgouverneur: Patrick Allen (seit 2009)

  - Regierungschef: Ministerpräsident Andrew Holness (seit 2016)
- Kuba
  - Staatsoberhaupt: Präsident Miguel Díaz-Canel (seit 2018) (2018–2019 Präsident des Ministerrates)
  - Regierungschef: Präsident des Ministerrates Manuel Marrero Cruz (seit 2019)
- Nicaragua
  - Staats- und Regierungschef: Präsident Daniel Ortega (1985–1990, seit 2007) (1979–1985 Mitglied der Regierungsjunta des nationalen Wiederaufbaus)
- Panama
  - Staats- und Regierungschef: Präsident Laurentino Cortizo (2019–2024)
- St. Kitts und Nevis
  - Staatsoberhaupt: König Charles III. (seit 2022)
    - Generalgouverneur/-in:
      - Samuel Weymouth Tapley Seaton (2015–1. Februar 2023)
      - Marcella Liburd (seit 1. Februar 2023)

  - Regierungschef:
    - Ministerpräsident Terrance Drew (seit 2022)
- St. Lucia
  - Staatsoberhaupt: König Charles III. (seit 2022)
    - Generalgouverneur: Cyril Errol Charles (seit 2021)

  - Regierungschef: Ministerpräsident Philip Pierre (seit 2021)
- St. Vincent und die Grenadinen
  - Staatsoberhaupt: König Charles III. (seit 2022)
    - Generalgouverneurin: Susan Dougan (seit 2019)

  - Regierungschef: Ministerpräsident Ralph Gonsalves (seit 2001)
- Trinidad und Tobago
  - Staatsoberhaupt:
    - Präsidentin Paula Mae Weekes (2018–20. März 2023)
    - Präsidentin Christine Kangaloo (seit 20. März 2023)

  - Regierungschef: Premierminister Keith Rowley (2015–2025)

### Südamerika
- Argentinien
  - Staats- und Regierungschef:
    - Präsident Alberto Ángel Fernández (2019–10. Dezember 2023)
    - Präsident Javier Milei (seit 10. Dezember 2023)[1]
- Bolivien
  - Staats- und Regierungschef: Präsident Luis Arce (seit 2020)
- Brasilien
  - Staats- und Regierungschef:
    - Präsident Jair Bolsonaro (2019–1. Januar 2023)
    - Präsident Luiz Inácio Lula da Silva (2003–2011, seit 1. Januar 2023)
- Chile
  - Staats- und Regierungschef: Präsident Gabriel Boric (seit 2022)
- Ecuador
  - Staats- und Regierungschef:
    - Präsident Guillermo Lasso (2021–23. November 2023)
    - Präsident Daniel Noboa (seit 23. November 2023)
- Guyana
  - Staatsoberhaupt: Präsident Mohamed Irfaan Ali (seit 2020)
  - Regierungschef: Ministerpräsident Mark Phillips (seit 2020)
- Kolumbien
  - Staats- und Regierungschef: Präsident Gustavo Petro  (seit 2022)
- Paraguay
  - Staats- und Regierungschef:
    - Präsident Mario Abdo Benítez (2018–15. August 2023)
    - Präsident Santiago Peña (seit 15. August 2023)
- Peru
  - Staatsoberhaupt: Präsidentin Dina Boluarte (seit 2022)
  - Regierungschef: Ministerpräsident Alberto Otárola (2022–2024)
- Suriname
  - Staatsoberhaupt: Präsident Chan Santokhi (2020–2025)
  - Regierungschef: Vizepräsident Ronnie Brunswijk (2020–2025)
- Uruguay
  - Staats- und Regierungschef: Präsident Luis Alberto Lacalle Pou (2020–2025)
- Venezuela
  - Staats- und Regierungschef: Präsident Nicolás Maduro (seit 2013)

## Asien

### Ost-, Süd- und Südostasien
- Bangladesch
  - Staatsoberhaupt:
    - Präsident Abdul Hamid (2013–24. April 2023)
    - Präsident Mohammed Shahabuddin (seit 24. April 2023)

  - Regierungschef: Premierministerin Hasina Wajed (1996–2001, 2009–2024)
- Bhutan
  - Staatsoberhaupt: König Jigme Khesar Namgyel Wangchuck (seit 2006)
  - Regierungschef:
    - Ministerpräsident Lotay Tshering (2018–1. Dezember 2023)
    - Ministerpräsident Chogyal Dago Rigdzin (1. Dezember 2023–2024) (kommissarisch)
- Brunei
  - Staats- und Regierungschef: Sultan Hassanal Bolkiah (seit 1967)
- Republik China (Taiwan)
  - Staatsoberhaupt: Präsidentin Tsai Ing-wen (2016–2024)
  - Regierungschef:
    - Ministerpräsident Su Tseng-chang (2006–2007, 2019–31. Januar 2023)
    - Ministerpräsident Chen Chien-jen (31. Januar 2023–2024)
- Volksrepublik China
  - Staatsoberhaupt: Präsident Xi Jinping (seit 2013)
  - Regierungschef:
    - Ministerpräsident Li Keqiang (2013–11. März 2023)
    - Ministerpräsident Li Qiang (seit 11. März 2023)
- Indien
  - Staatsoberhaupt: Präsidentin Draupadi Murmu (seit 2022)
  - Regierungschef: Premierminister Narendra Modi (seit 2014)
- Indonesien
  - Staats- und Regierungschef: Präsident Joko Widodo (2014–2024)
- Japan
  - Staatsoberhaupt: Tennō (Kaiser) Naruhito (seit 2019)
  - Regierungschef: Premierminister Fumio Kishida (2021–2024)
- Kambodscha
  - Staatsoberhaupt: König Norodom Sihamoni (seit 2004)
  - Regierungschef:
    - Premierminister Hun Sen (1985–22. August 2023)
    - Premierminister Hun Manet (seit 22. August 2023)
- Nordkorea
  - De-facto-Herrscher: Kim Jong-un (seit 2011)
  - Staatsoberhaupt: Vorsitzender des Präsidiums der Obersten Volksversammlung Choe Ryong-hae (seit 2019)
  - Regierungschef: Premierminister Kim Tok-hun (2020–2024)
- Südkorea
  - Staatsoberhaupt: Präsident Yoon Suk-yeol (2022–2024)
  - Regierungschef: Premierminister Han Duck-soo (2022–2024)
- Laos
  - Staatsoberhaupt: Präsident Thongloun Sisoulith (seit 2021)
  - Regierungschef: Premierminister Sonexay Siphandone (seit 2022)
- Malaysia
  - Staatsoberhaupt: Oberster Herrscher Abdullah Shah (2019–2024)
  - Regierungschef: Premierminister Anwar Ibrahim (seit 2022)
- Malediven
  - Staats- und Regierungschef:
    - Präsident Ibrahim Mohamed Solih (2018–17. November 2023)
    - Präsident Mohamed Muizzu (seit 17. November 2023)
- Myanmar
  - Staatsoberhaupt: Präsident Myint Swe (2018, 2021–2024)
  - Regierungschef: Ministerpräsident Min Aung Hlaing (2021–2025) (seit 2024 Präsident)
- Nepal
  - Staatsoberhaupt:
    - Präsidentin Bidhya Devi Bhandari (2015–13. März 2023)
    - Präsident Ram Chandra Paudel (seit 13. März 2023)

  - Regierungschef: Premierminister Pushpa Kamal Dahal (2008–2009, 2016–2017, 2022–2024)
- Osttimor
  - Staatsoberhaupt: Präsident José Ramos-Horta (2007–2008, 2008–2012, seit 2022) (2006–2007 Premierminister)
  - Regierungschef:
    - Premierminister Taur Matan Ruak (2018–1. Juli 2023) (2012–2017 Präsident)
    - Premierminister Xanana Gusmão (2007–2015, seit 1. Juli 2023) (2002–2007 Präsident)
- Pakistan
  - Staatsoberhaupt: Präsident Arif Alvi (2018–2024)
  - Regierungschef:
    - Premierminister Shehbaz Sharif (2022–14. August 2023, seit 2024)
    - Premierminister Anwar ul Haq Kakar (14. August 2023–2024) (kommissarisch)
- Philippinen
  - Staats- und Regierungschef: Präsident Ferdinand Marcos Jr. (seit 2022)
- Singapur
  - Staatsoberhaupt:
    - Präsidentin Halimah Yacob (2017–14. September 2023)
    - Präsident Tharman Shanmugaratnam (seit 14. September 2023)

  - Regierungschef: Premierminister Lee Hsien Loong (2004–2024)
- Sri Lanka
  - Staatsoberhaupt: Präsident Ranil Wickremesinghe (2022–2024) (1993–1994, 2001–2004, 2015–2018, 2018–2019, 2022 Premierminister)
  - Regierungschef: Premierminister Dinesh Gunawardena (2022–2024)
- Thailand
  - Staatsoberhaupt: König Maha Vajiralongkorn (seit 2016)
  - Regierungschef:
    - Ministerpräsident Prayut Chan-o-cha (2014–2022, 2022–23. August 2023)
    - Ministerpräsident Srettha Thavisin (23. August 2023–2024)
- Vietnam
  - Staatsoberhaupt:
    - Präsident Nguyễn Xuân Phúc (2021–17. Januar 2023) (2016–2021 Premierminister)
    - Präsidentin Võ Thị Ánh Xuân (17. Januar 2023–2. März 2023, 2024) (kommissarisch)
    - Präsident Võ Văn Thưởng (2. März 2023–2024)

  - Regierungschef: Premierminister Phạm Minh Chính (seit 2021)

### Vorderasien
- Armenien
  - Staatsoberhaupt: Präsident Wahagn Chatschaturjan (seit 2022)
  - Regierungschef: Ministerpräsident Nikol Paschinjan (seit 2018)
- Aserbaidschan
  - Staatsoberhaupt: Präsident İlham Əliyev (seit 2003)
  - Regierungschef: Ministerpräsident Əli Əsədov (seit 2019)
- Bahrain
  - Staatsoberhaupt: König Hamad bin Isa Al Chalifa (seit 1999) (bis 2002 Emir)
  - Regierungschef: Ministerpräsident Salman bin Hamad bin Isa Al Chalifa (seit 2020)
- Georgien
  - Staatsoberhaupt: Präsidentin Salome Surabischwili (2018–2024)
  - Regierungschef: Ministerpräsident Irakli Garibashvili (2013–2015, 2021–2024)
- Irak
  - Staatsoberhaupt: Präsident Abdul Latif Raschid (seit 2022)
  - Regierungschef: Ministerpräsident Mohammed Shia' al-Sudani (seit 2022)
- Iran
  - Religiöses Oberhaupt: Oberster Rechtsgelehrter Ali Chamenei (seit 1989) (1981–1989 Ministerpräsident)
  - Regierungschef: Präsident Ebrahim Raisi (2021–2024)
- Israel
  - Staatsoberhaupt: Präsident Jitzchak Herzog (seit 2021)
  - Regierungschef: Ministerpräsident Benjamin Netanjahu (1996–1999, 2009–2021, seit 2022)
- Jemen
  - Staatsoberhaupt: Präsident Rashad al-Alimi (seit 2022)
  - Regierungschef: Ministerpräsident Maeen Abdul Malek (2018–2024)
- Jordanien
  - Staatsoberhaupt: König Abdullah II. (seit 1999)
  - Regierungschef: Ministerpräsident Bisher Al-Khasawneh (2020–2024)
- Katar
  - Staatsoberhaupt: Emir Tamim bin Hamad Al Thani (seit 2013)
  - Regierungschef:
    - Ministerpräsident Chalid bin Chalifa bin Abdulasis Al Thani (2020–2023)
    - Ministerpräsident Mohammed bin Abdulrahman Al Thani (seit 7. März 2023)
- Kuwait
  - Staatsoberhaupt:
    - Emir Nawaf al-Ahmad al-Dschabir as-Sabah (2020–16. Dezember 2023)
    - Emir Mischal al-Ahmad al-Dschabir as-Sabah (seit 16. Dezember 2023)

  - Regierungschef: Ministerpräsident Ahmad Nawaf al-Ahmad as-Sabah (2022–2024)
- Libanon
  - Staatsoberhaupt: Ministerpräsident Nadschib Miqati (2022–2025) (kommissarisch) (2005, 2011–2014, 2021–2025 Ministerpräsident)
  - Regierungschef: Ministerpräsident Nadschib Miqati (2005, 2011–2014, 2021–2025) (2022–2025 Staatsoberhaupt)
- Oman
  - Staats- und Regierungschef: Sultan Haitham ibn Tariq (seit 2020)
- Palästinensische Autonomiegebiete
  - Staatsoberhaupt: Präsident Mahmud Abbas (seit 2005) (2003 Ministerpräsident)
  - Regierungschef (regiert de facto nur in Westjordanland): Ministerpräsident Mohammed Schtajjeh (2019–2024)
- Saudi-Arabien
  - Staatsoberhaupt: König Salman ibn Abd al-Aziz (seit 2015)
  - Regierungschef: Premierminister Mohammed bin Salman (seit 27. September 2022)
- Syrien
  - Staatsoberhaupt: Präsident Baschar al-Assad (2000–2024)
  - Regierungschef: Ministerpräsident Hussein Arnus (2020–2024)
- Türkei
  - Staats- und Regierungschef: Präsident Recep Tayyip Erdoğan (seit 2014) (2003–2014 Ministerpräsident)
- Vereinigte Arabische Emirate
  - Staatsoberhaupt: Präsident Muhammad bin Zayid Al Nahyan (seit 2022) (seit 2022 Emir von Abu Dhabi)
  - Regierungschef: Ministerpräsident Muhammad bin Raschid Al Maktum (seit 2006) (seit 2006 Emir von Dubai)

### Zentralasien
- Afghanistan
  - Staatsoberhaupt: Emir Hibatullah Achundsada (seit 2021)
  - Regierungschef:
    - Ministerpräsident Mohammed Hassan Achund (2021–17. Mai 2023)
    - Ministerpräsident Abdul Kabir (2001, seit 17. Mai 2023)
- Kasachstan
  - Staatsoberhaupt: Präsident Qassym-Schomart Toqajew (seit 2019)
  - Regierungschef: Ministerpräsident Älichan Smajylow (2022–2024)
- Kirgisistan
  - Staatsoberhaupt: Präsident Sadyr Dschaparow (seit 2021)
  - Regierungschef: Ministerpräsident Akylbek Dschaparow (2021–2024)
- Mongolei
  - Staatsoberhaupt: Präsident Uchnaagiin Chürelsüch (seit 2021) (2017–2021 Premierminister)
  - Regierungschef: Premierminister Luwsannamsrain Ojuun-Erdene (2021–2025)
- Tadschikistan
  - Staatsoberhaupt: Präsident Emomalij Rahmon (seit 1992)
  - Regierungschef: Ministerpräsident Qohir Rassulsoda (seit 2013)
- Turkmenistan
  - Staats- und Regierungschef: Präsident Serdar Berdimuhamedow (seit 2022)
- Usbekistan
  - Staatsoberhaupt: Präsident Shavkat Mirziyoyev (seit 2016)
  - Regierungschef: Ministerpräsident Abdulla Aripov (seit 2016)

## Australien und Ozeanien
- Australien
  - Staatsoberhaupt: König Charles III. (seit 2022)
    - Generalgouverneur: David Hurley (2019–2024)

  - Regierungschef: Premierminister Anthony Albanese (seit 2022)
- Cookinseln (unabhängiger Staat in freier Assoziierung mit Neuseeland)
  - Staatsoberhaupt: König Charles III. (seit 2022)
    - King’s Representative: Tom Marsters (seit 2013)

  - Regierungschef: Ministerpräsident Mark Brown (seit 2020)
- Fidschi
  - Staatsoberhaupt: Präsident Wiliame Katonivere (2021–2024)
  - Regierungschef: Premierminister Sitiveni Rabuka (1992–1999, seit 2022) (1987 Staatsoberhaupt)
- Kiribati
  - Staats- und Regierungschef: Präsident Taneti Maamau (seit 2016)
- Marshallinseln
  - Staats- und Regierungschef: Präsident David Kabua (2020–2024)
- Mikronesien
  - Staats- und Regierungschef:
    - Präsident David Panuelo (2019–11. Mai 2023)
    - Präsident Wesley Simina (seit 11. Mai 2023)
- Nauru
  - Staats- und Regierungschef:
    - Präsident Russ Kun (2022–30. Oktober 2023)
    - Präsident David Adeang (seit 30. Oktober 2023)
- Neuseeland
  - Staatsoberhaupt: König Charles III. (seit 2022)
    - Generalgouverneurin Cindy Kiro (seit 2021)

  - Regierungschef:
    - Premierministerin Jacinda Ardern (2017–25. Januar 2023)
    - Premierminister Chris Hipkins (25. Januar 2023–27. November 2023)
    - Premierminister Christopher Luxon (seit 27. November 2023)
- Niue (unabhängiger Staat in freier Assoziierung mit Neuseeland)
  - Staatsoberhaupt: König Charles III. (seit 2022)
    - King’s Representative: Generalgouverneur von Neuseeland

  - Regierungschef: Ministerpräsident Dalton Tagelagi (seit 2020)
- Palau
  - Staats- und Regierungschef: Präsident Surangel Whipps (seit 2021)
- Papua-Neuguinea
  - Staatsoberhaupt: König Charles III. (seit 2022)
    - Generalgouverneur: Bob Dadae (seit 2017)

  - Regierungschef: Ministerpräsident James Marape (seit 2019)
- Salomonen
  - Staatsoberhaupt: König Charles III. (seit 2022)
    - Generalgouverneur: David Vunagi (2019–2024)

  - Regierungschef: Premierminister Manasseh Sogavare (2000–2001, 2006–2007, 2014–2017, 2019–2024)
- Samoa
  - Staatsoberhaupt: O le Ao o le Malo Vaʻaletoa Sualauvi II. (seit 2017)
  - Regierungschef: Premierministerin Naomi Mataʻafa (seit 2021)
- Tonga
  - Staatsoberhaupt: König Tupou VI. (seit 2012) (2000–2006 Ministerpräsident)
  - Regierungschef: Premierminister Siaosi Sovaleni (2021–2024)
- Tuvalu
  - Staatsoberhaupt: König Charles III. (seit 2022)
    - Generalgouverneur Tofiga Vaevalu Falani (seit 2021)

  - Regierungschef: Premierminister Kausea Natano (2019–2024)
- Vanuatu
  - Staatsoberhaupt: Präsident Nikenike Vurobaravu (seit 2022)
  - Regierungschef:
    - Premierminister Ishmael Kalsakau (2022–4. September 2023)
    - Premierminister Sato Kilman (2010–2011, 2011, 2011–2013, 2015–2016, 4. September 2023–6. Oktober 2023)
    - Premierminister Charlot Salwai (2016–2020, seit 6. Oktober 2023–2025)

## Europa
- Albanien
  - Staatsoberhaupt: Präsident Bajram Begaj (seit 2022)
  - Regierungschef: Ministerpräsident Edi Rama (seit 2013)
- Andorra
  - Kofürsten:
    - Staatspräsident von Frankreich Emmanuel Macron (seit 2017)
      - Persönlicher Repräsentant: Patrick Strzoda (2017–2024)

    - Bischof von Urgell Joan Enric Vives i Sicília (2003–2025)
      - Persönlicher Repräsentant: 
        - Josep Maria Mauri (2010– 27. November 2023)
        - Eduard Ibáñez Pulido (seit 27. November 2023)

  - Regierungschef: Regierungspräsident Xavier Espot Zamora (seit 2019)
- Belarus
  - Staatsoberhaupt: Präsident Aljaksandr Lukaschenka (seit 1994)
  - Regierungschef: Ministerpräsident Raman Haloutschanka (2020–2025)
- Belgien
  - Staatsoberhaupt: König Philippe (seit 2013)
  - Regierungschef: Premierminister Alexander De Croo (2020–2025)
- Bosnien und Herzegowina
  - Hoher Repräsentant Christian Schmidt (seit 2021)
  - Staatsoberhaupt:
    - Vorsitzende des Staatspräsidiums Željka Cvijanović (2022–16. Juli 2023, 2024–2025)
    - Vorsitzender des Staatspräsidiums Željko Komšić (2007–2008, 2009–2010, 2011–2012, 2013–2014, 2019–2020, 2021–2022, 16. Juli 2023–2024, seit 2025)

  - Staatspräsidium:
    - Bosniaken: Denis Bećirović (seit 2022)
    - Kroaten: Željko Komšić (2006–2014, seit 2018)
    - Serben: Željka Cvijanović (seit 2022)

  - Regierungschef:
    - Ministerpräsident Zoran Tegeltija (2019–25. Januar 2023)
    - Ministerpräsidentin Borjana Krišto (seit 25. Januar 2023)
- Bulgarien
  - Staatsoberhaupt: Präsident Rumen Radew (seit 2017)
  - Regierungschef:
    - Ministerpräsident Galab Donew (2022–6. Juni 2023)
    - Ministerpräsident Nikolaj Denkow (6. Juni 2023–2024)
- Dänemark
  - Staatsoberhaupt: Königin Margrethe II. (1972–2024)
  - Regierungschef: Ministerpräsidentin Mette Frederiksen (seit 2019)
  - Färöer (politisch selbstverwalteter und autonomer Bestandteil des Königreichs Dänemark)
    - Vertreter der dänischen Regierung: Reichsombudsfrau Lene Moyell Johansen (seit 2017)
    - Regierungschef: Ministerpräsident Aksel V. Johannesen (2015–2019, seit 2022)

  - Grönland (politisch selbstverwalteter und autonomer Bestandteil des Königreichs Dänemark)
    - Vertreter der dänischen Regierung: Reichsombudsfrau Julie Præst Wilche (seit 2022)
    - Regierungschef: Ministerpräsident Múte B. Egede (2021–2025)
- Deutschland
  - Staatsoberhaupt: Bundespräsident Frank-Walter Steinmeier (seit 2017)
  - Regierungschef: Bundeskanzler Olaf Scholz (2021–2025)
- Estland
  - Staatsoberhaupt: Präsident Alar Karis (seit 2021)
  - Regierungschef: Ministerpräsidentin Kaja Kallas (2021–2024)
- Finnland
  - Staatsoberhaupt: Präsident Sauli Niinistö (2012–2024)
  - Regierungschef:
    - Ministerpräsidentin Sanna Marin (2019–20. Juni 2023)
    - Ministerpräsident Petteri Orpo (seit 20. Juni 2023)
- Frankreich
  - Staatsoberhaupt: Präsident Emmanuel Macron (seit 2017)
  - Regierungschef: Premierministerin Élisabeth Borne (2022–2024)
- Griechenland
  - Staatsoberhaupt: Präsidentin Katerina Sakellaropoulou (2020–2025)
  - Regierungschef:
    - Ministerpräsident Kyriakos Mitsotakis (2019–25. Mai 2023, seit 26. Juni 2023)
    - Ministerpräsident Ioannis Sarmas (25. Mai 2023–26. Juni 2023) (kommissarisch)
    - Ministerpräsident Kyriakos Mitsotakis (2019–2023, seit 26. Juni 2023)
- Irland
  - Staatsoberhaupt: Präsident Michael D. Higgins (seit 2011)
  - Regierungschef: Taoiseach Leo Varadkar (2017–2020, 2022–2024)
- Island
  - Staatsoberhaupt: Präsident Guðni Th. Jóhannesson (2016–2024)
  - Regierungschef: Premierministerin Katrín Jakobsdóttir (2017–2024)
- Italien
  - Staatsoberhaupt: Präsident Sergio Mattarella (seit 2015)
  - Regierungschef: Ministerpräsidentin Giorgia Meloni (seit 2022)
- Kanalinseln[2]
  - Guernsey
    - Staatsoberhaupt: Herzog Charles III. (seit 2022)
      - Vizegouverneur: Richard Cripwell (seit 2022)

    - Regierungschef:
      - Präsident des Resources and Policy Committee Peter Ferbrache (2020–13. Dezember 2023)
      - Präsident des Resources and Policy Committee Lyndon Trott (seit 13. Dezember 2023)

  - Jersey
    - Staatsoberhaupt: Herzog Charles III. (seit 2022)
      - Vizegouverneur: Jerry Kyd (seit 2022)

    - Regierungschef: Premierministerin Kristina Moore (seit 2022)
- Kosovo (seit 2008 unabhängig, international von 117 von insgesamt 193 Mitgliedstaaten der Vereinten Nationen anerkannt)
  - Staatsoberhaupt: Präsidentin Vjosa Osmani (seit 2021)
  - Regierungschef: Ministerpräsident Albin Kurti (seit 2021)
- Kroatien
  - Staatsoberhaupt: Präsident Zoran Milanović (seit 2020)
  - Regierungschef: Ministerpräsident Andrej Plenković (seit 2016)
- Lettland
  - Staatsoberhaupt:
    - Präsident Egils Levits (2019–8. Juli 2023)
    - Präsident Edgars Rinkēvičs (seit 8. Juli 2023)

  - Regierungschef:
    - Ministerpräsident Krišjānis Kariņš (2019–15. September 2023)
    - Ministerpräsidentin Evika Siliņa (seit 15. September 2023)
- Liechtenstein
  - Staatsoberhaupt: Fürst Hans-Adam II. (seit 1989)
    - Regent: Erbprinz Alois (seit 2004)

  - Regierungschef: Regierungschef Daniel Risch (2021–2025)
- Litauen
  - Staatsoberhaupt: Präsident Gitanas Nausėda (seit 2019)
  - Regierungschef: Ministerpräsidentin Ingrida Šimonytė (2020–2024)
- Luxemburg
  - Staatsoberhaupt: Großherzog Henri (seit 2000) (1998–2000 Regent)
  - Regierungschef:
    - Premierminister Xavier Bettel (2013–17. November 2023)
    - Premierminister Luc Frieden (seit 17. November 2023)
- Malta
  - Staatsoberhaupt: Präsident George Vella (2019–2024)
  - Regierungschef: Ministerpräsident Robert Abela (seit 2020)
- Isle of Man[2]
  - Staatsoberhaupt: Lord of Man Charles III. (seit 2022)
    - Vizegouverneur John Lorimer (seit 2021)

  - Regierungschef: Premierminister Alfred Cannan (seit 2021)
- Moldau
  - Staatsoberhaupt: Präsidentin Maia Sandu (seit 2020)
  - Regierungschef:
    - Ministerpräsidentin Natalia Gavrilita (2021–16. Februar 2023)
    - Ministerpräsident Dorin Recean (seit 16. Februar 2023)
- Monaco
  - Staatsoberhaupt: Fürst Albert II. (seit 2005)
  - Regierungschef: Staatsminister Pierre Dartout (2020–2024)
- Montenegro
  - Staatsoberhaupt:
    - Präsident Milo Đukanović (1998–2002, 2018–20. Mai 2023) (1991–1998, 2003–2006, 2008–2010, 2012–2016 Ministerpräsident)
    - Präsident Jakov Milatović (seit 20. Mai 2023)

  - Regierungschef:
    - Ministerpräsident Dritan Abazović (2022–31. Oktober 2023)
    - Ministerpräsident Milojko Spajić (seit 31. Oktober 2023)
- Niederlande (Land in Europa)
  - Staatsoberhaupt: König Willem-Alexander (seit 2013)
  - Regierungschef: Ministerpräsident Mark Rutte (2010–2024)
  - Curaçao (Land des Königreichs der Niederlande)
    - Vertreter der niederländischen Regierung: Gouverneurin Lucille George-Wout (seit 2013)
    - Regierungschef: Ministerpräsident Gilmar Pisas (2017, seit 2021)

  - Sint Maarten (Land des Königreich der Niederlande)
    - Vertreter der niederländischen Regierung: Gouverneur Ajamu Baly (seit 2022)
    - Regierungschef: Ministerpräsidentin Silveria Jacobs (2019–2024)

  - Aruba (Land des Königreich der Niederlande)
    - Vertreter der niederländischen Regierung: Gouverneur Alfonso Boekhoudt (seit 2017)
    - Regierungschef: Ministerpräsidentin Evelyn Wever-Croes (seit 2017)
- Nordmazedonien
  - Staatsoberhaupt: Präsident Stevo Pendarovski (2019–2024)
  - Regierungschef: Ministerpräsident Dimitar Kovačevski (2022–2024)
- Norwegen
  - Staatsoberhaupt: König Harald V. (seit 1991)
  - Regierungschef: Ministerpräsident Jonas Gahr Støre (seit 2021)
- Österreich
  - Staatsoberhaupt: Bundespräsident Alexander Van der Bellen (seit 2017)
  - Regierungschef: Bundeskanzler Karl Nehammer (2021–2025)
- Polen
  - Staatsoberhaupt: Präsident Andrzej Duda (2015–2025)
  - Regierungschef:
    - Ministerpräsident Mateusz Morawiecki (2017–13. Dezember 2023)
    - Ministerpräsident Donald Tusk (2007–2014, seit 13. Dezember 2023)
- Portugal
  - Staatsoberhaupt: Präsident Marcelo Rebelo de Sousa (seit 2016)
  - Regierungschef: Ministerpräsident António Costa (2015–2024)
- Rumänien
  - Staatsoberhaupt: Präsident Klaus Johannis (2014–2025)
  - Regierungschef:
    - Ministerpräsident Nicolae Ciucă (2020, 2021–12. Juni 2023)
    - Ministerpräsident Cătălin Predoiu (2012, 12. Juni 2023–15. Juni 2023, 2025) (kommissarisch)
    - Ministerpräsident Marcel Ciolacu (15. Juni 2023–2025)
- Russland
  - Staatsoberhaupt: Präsident Wladimir Putin (1999–2008, seit 2012) (1999–2000, 2008–2012 Ministerpräsident)
  - Regierungschef: Ministerpräsident Michail Mischustin (seit 2020)
- San Marino
  - Staatsoberhäupter: Capitani Reggenti:
    - Maria Luisa Berti (2011, 2022–1. April 2023) und Manuel Ciavatta (2022–1. April 2023)
    - Alessandro Scarano (1. April 2023–1. Oktober 2023) und Adele Tonnini (1. April 2023–1. Oktober 2023)
    - Filippo Tamagnini (1. Oktober 2023–2024) und Gaetano Troina (1. Oktober 2023–2024)

  - Regierungschef: Außenminister Luca Beccari (seit 2020) (2014 Capitano Reggente)
- Schweden
  - Staatsoberhaupt: König Carl XVI. Gustaf (seit 1973)
  - Regierungschef: Ministerpräsident Ulf Kristersson (seit 2022)
- Schweiz[3]
  - Bundespräsident Alain Berset (1. Januar 2023–31. Dezember 2023)
  - Bundesrat:
    - Alain Berset (2012–31. Dezember 2023)
    - Guy Parmelin (seit 2016)
    - Ignazio Cassis (seit 2017)
    - Viola Amherd (2019–2025)
    - Karin Keller-Sutter (seit 2019)
    - Elisabeth Baume-Schneider (seit 1. Januar 2023)
    - Albert Rösti (seit 1. Januar 2023)
- Serbien
  - Staatsoberhaupt: Präsident Aleksandar Vučić (seit 2017)
  - Regierungschef: Ministerpräsidentin Ana Brnabić (2017–2024)
- Slowakei
  - Staatsoberhaupt: Präsidentin Zuzana Čaputová (2019–2024)
  - Regierungschef:
    - Ministerpräsident Eduard Heger (2021–15. Mai 2023)
    - Ministerpräsident Ľudovít Ódor (15. Mai–25. Oktober 2023)
    - Ministerpräsident Robert Fico (2006–2010, 2012–2018, seit 25. Oktober 2023)
- Slowenien
  - Staatsoberhaupt: Präsidentin Nataša Pirc Musar (seit 2022)
  - Regierungschef: Ministerpräsident Robert Golob (seit 2022)
- Spanien
  - Staatsoberhaupt: König Felipe VI. (seit 2014)
  - Regierungschef: Ministerpräsident Pedro Sánchez (seit 2018)
- Tschechien
  - Staatsoberhaupt:
    - Präsident Miloš Zeman (2013–9. März 2023) (1998–2002 Ministerpräsident)
    - Präsident Petr Pavel (seit 9. März 2023)

  - Regierungschef: Ministerpräsident Petr Fiala (seit 2021)
- Ukraine
  - Staatsoberhaupt: Präsident Wolodymyr Selenskyj (seit 2019)
  - Regierungschef: Ministerpräsident Denys Schmyhal (2020–2025)
- Ungarn
  - Staatsoberhaupt: Präsidentin Katalin Novák (2022–2024)
  - Regierungschef: Ministerpräsident Viktor Orbán (1998–2002, seit 2010)
- Vatikanstadt
  - Staatsoberhaupt: Papst Franziskus (2013–2025)
  - Regierungschef: Präsident des Governatorats Fernando Vérgez Alzaga (2021–2025)
- Vereinigtes Königreich
  - Staatsoberhaupt: König Charles III. (seit 2022) (gekrönt 2023)
  - Regierungschef: Premierminister Rishi Sunak (2022–2024)
- Republik Zypern
  - Staats- und Regierungschef:
    - Präsident Nikos Anastasiadis (2013–28. Februar 2023)
    - Präsident Nikos Christodoulidis (seit 28. Februar 2023)

  - Nordzypern (international nicht anerkannt)
    - Staatsoberhaupt: Präsident Ersin Tatar (seit 2020) (2019–2020 Ministerpräsident)
    - Regierungschef: Ministerpräsident Ünal Üstel (seit 2022)